# ETR 1000

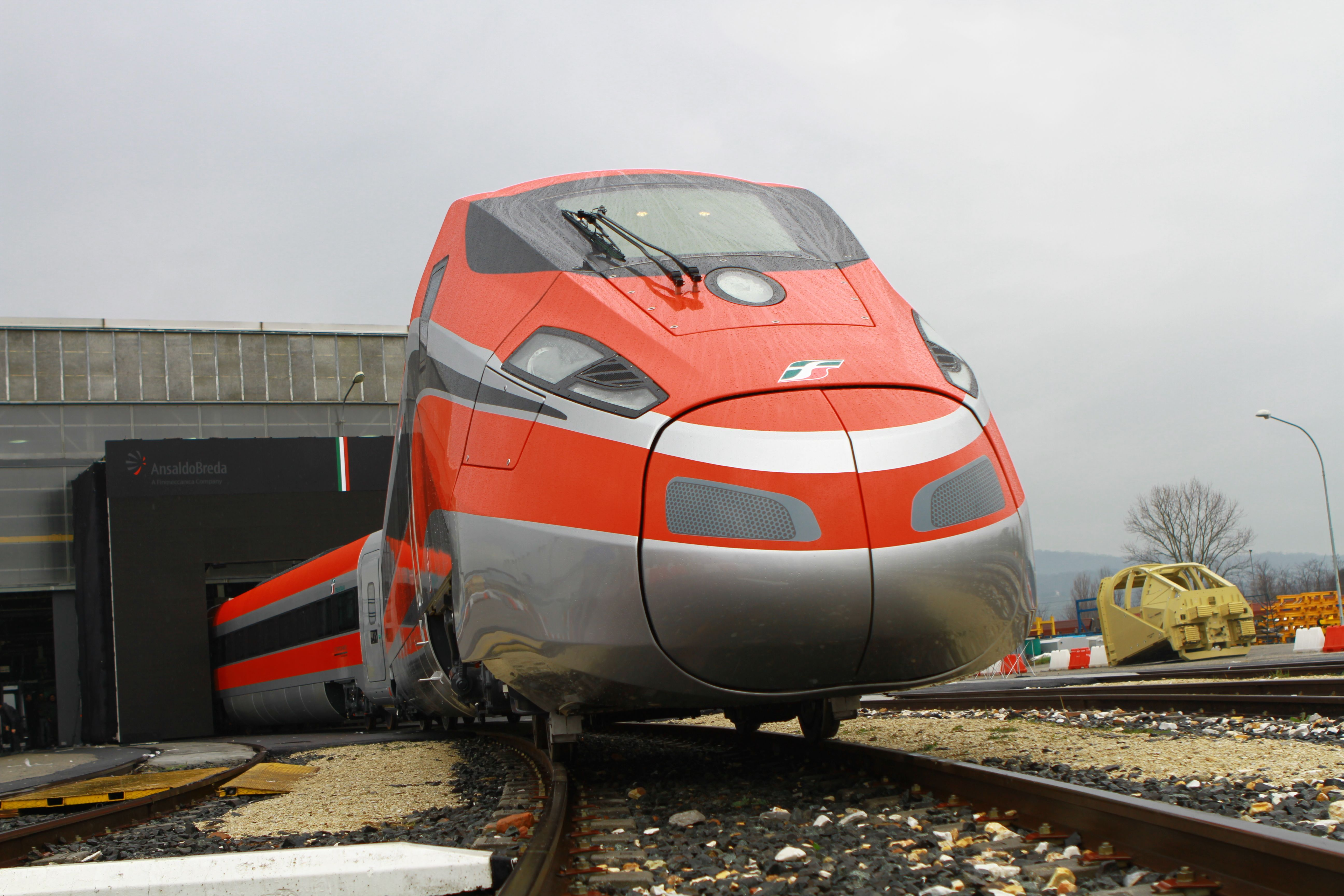
ETR 1000

L'ETR 1000, conegut també com a V300 Zefiro o Frecciarossa 1000 (de Trenitalia) és un tren italià d'alta velocitat d'última generació. La seva velocitat comercial màxima homologada és de 360 km/h, tot i que és capaç d'assolir 380 km/h en operacions comercials i fins als 400 km/h en màxim disseny. La seva realització i posada en exercici per l'estiu del 2015 és a càrrec de Bombardier Transportation i AnsaldoBreda.

## Història
El model de base ve sent des de 2009 el V250 Zefiro dissenyat per Pininfarina, amb algunes característiques de l'ETR 500. El 2010, Trenitalia obtingué un contracte per adquirir 50 ETR 1000 (compostos de vuit elements, amb una longitud total de 200 metres) que entraran en servei al juny del 2015.
Un model d'ETR 1000 fou presentat a Rímini a l'agost del 2012, amb el nom oficial italià Frecciarossa 1000. Mario Monti, primer ministre italià, declarà en aquella ocasió que a l'estiu del 2014 l'ETR 1000 unirá Roma i Milà en només 2 h i 20 min: és a dir, els gairebé 800 km entre les dues principals ciutats italianes seran coberts a una velocitat mitjana de gairebé 360 km/h.
El tren "Frecciarossa 1000" té capacitat per ser operatiu a les rutes d'alta velocitat de França, Alemanya, Espanya, els Països Baixos, Bèlgica i Suïssa.

## Rutes cobertes
El projecte inicial preveia l'ús de l'ETR 1000 només entre Roma i Milà, substituint els ETR 500.
Tanmateix, finalment serà utilitzat entre Roma i Nàpols (i possiblement entre Torí/Milà i Venècia, quan sigui completada aquesta ruta d'alta velocitat italiana).
En Catalunya, recorreix la línia de alta velocitat Barcelona-Madrid a càrrec de la empresa operadora iryo
S'estudia també una variant futura del Frecciarossa 1000 que cobreixi la ruta internacional entre Torí i Lió/París.